# Fridericia hegemon
Fridericia hegemon är en ringmaskart som först beskrevs av Vejdovsky 1878.  Fridericia hegemon ingår i släktet Fridericia, och familjen småringmaskar. Arten är reproducerande i Sverige.